# Marty Friedman
Marty Friedman, właśc. Martin Adam Friedman (ur. 8 grudnia 1962 w Waszyngtonie) – amerykański muzyk, kompozytor, wokalista i multiinstrumentalista, a także producent muzyczny, pisarz, publicysta i osobowość telewizyjna, wirtuoz gitary. Marty Friedman znany jest przede wszystkim z występów w thrashmetalowej formacji Megadeth, w której był gitarzystą w latach 1990–1999. Wraz z grupą uzyskał siedmiokrotnie nominację do nagrody amerykańskiego przemysłu fonograficznego Grammy. W 2004 roku muzyk wraz z liderem Megadeth – Dave’em Mustaine’em został sklasyfikowany na 19. miejscu listy 100 najlepszych gitarzystów heavymetalowych wszech czasów według magazynu Guitar World.
Friedman umiarkowaną popularność zyskał już w latach 80. XX w. w Japonii za sprawą występów w speed metalowym zespole Cacophony, który współtworzył wraz z Jasonem Beckerem. Wcześniej występował w zespołach Vixen, Deuce, Aloha oraz Hawaii. Od 1987 roku prowadzi solową działalność artystyczną.
W latach późniejszych współpracował z japońskimi zespołami Animetal i Sound Horizon, kompozytorem Mutsuhiko Izumi oraz piosenkarkami Ami Suzuki, Nanase Aikawa, Kotoko i Nana Kitade. W 2008 roku wraz z wokalistą Shinichiro „Sin” Suzukim założył zespół pod nazwą Lovefixer. Wystąpił także gościnnie m.in. na płytach takich zespołów i wykonawców jak: Age of Evil, Explorers Club, Firewind, Fozzy, Masaki Project, Phantom Blue, Spastic Ink oraz Tourniquet.
Od 2003 roku na stałe mieszka w Tokio w Japonii. Liczne występy w tamtejszej telewizji, a także współpraca z japońskimi artystami przysporzyły Friedmanowi status celebryty. W latach 2006–2007 prowadził program Rock Fujiyama emitowany na antenie stacji telewizyjnej TV Tokyo. Prowadził także program Jukebox English. Występował także wielokrotnie jako gość w programie rozrywkowym Tamori kurabu (TV Asahi) oraz talk show Eigo de Shabera Night (NHK). Ogółem wystąpił w ponad 200 różnych programach telewizyjnych. Jako publicysta pracował dla takich czasopism jak: Nikkei Entertainment!, Saizo, Shosetsu Subaru oraz ASCII.
W 2011 roku Marty Friedman sprzedał szereg instrumentów z okresu występów w zespole Megadeth. Zebrane fundusze zostały przeznaczone na rzecz ofiar trzęsienia ziemi u wybrzeży Honsiu. Poza działalnością artystyczną prowadzi także wytwórnię muzyczną Gokukara Records. Prowadzi także warsztaty gry na gitarze, gościnnie wykładał na Instytucie Muzyki (ang. Musicians Institute) w Hollywood w USA.

## Instrumentarium
| Gitary - Carvin V220M - Jackson KE1 - Ibanez MFM-1 Signature Guitar - Gretsch Chet - Fender Stratocaster - Ibanez Iceman - Fender Precision bass Wzmacniacze i kolumny głośnikowe - CAE 3+ Preamps + VHT 2150 Power Amplifier - Crate Blue Voodoo Tube Amplifier (BV120HB) - Crate 4x12 Cabinets (BV412RV) - ENGL Amplifier Special Edition - ENGL Vintage Cabinets - Ampeg SVT Bass Amplifier |  | Efekty gitarowe - Samson Concert Series Wireless - Planet Waves Cords - Future Sonics Ear Monitors - Boss GS-10 - Boss GT-6 - Boss GT-8 - MAXON AF-9 Auto Filter - Boss DD-5 - Sansamp GT2 - Sansamp Acoustic DI - E/H Zipper Envelope Filter - Roland VG 88 - Fractal Audio Axe-FX Ultra Struny i kostki gitarowe - D’Addario 010-.046 oraz.10 -.52 Gauge Strings - Pickboy Picks |

## Publikacje
- Marty Friedman, Ii-Jyan J-Pop! (い~じゃん!J-POP -だから僕は日本にやって来た- マーティ・フリードマン), Nikkei Entertainment, 2008, ISBN 978-4-8222-6319-5 (jap.)[26]
- Marty Friedman, Samurai ongakuron (サムライ音楽論), Nikkei Entertainment, 2009, ISBN 978-4-8222-6334-8 (jap.)[27]

## Dyskografia
| Dragon’s Kiss               | - Data: 8 sierpnia 1988 - Wydawca: Shrapnel Records   | –   | –   |
| Scenes                      | - Data: 1992 - Wydawca: Shrapnel Records              | –   | –   |
| Introduction                | - Data: 8 listopada 1994 - Wydawca: Shrapnel Records  | –   | –   |
| True Obsessions             | - Data: 24 września 2006 - Wydawca: Shrapnel Records  | –   | –   |
| Music For Speeding          | - Data: 25 grudnia 2002 - Wydawca: Favored Nations    | –   | –   |
| Loudspeaker                 | - Data: 28 czerwca 2006 - Wydawca: Avex Trax          | 47  | –   |
| Future Addict               | - Data: 12 marca 2008 - Wydawca: Avex Trax            | 155 | –   |
| Tokyo Jukebox               | - Data: 20 maja 2009 - Wydawca: Avex Trax             | 75  | –   |
| Bad D.N.A.                  | - Data: 25 sierpnia 2010 - Wydawca: Avex Trax         | 256 | –   |
| Tokyo Jukebox 2             | - Data: 14 września 2011 - Wydawca: Avex Trax         | 223 | –   |
| Inferno                     | - Data: 27 marca 2014 - Wydawca: Prosthetic Records   | 90  | 186 |
| Wall of Sound               | - Data: 4 sierpnia 2017 - Wydawca: Prosthetic Records |     |     |
| „–” album nie był notowany. |                                                       |     |     |

| Album                                    | Rok  | Uwagi           |
| ---------------------------------------- | ---- | --------------- |
| Hawaii – One Nation Underground          | 1983 | członek zespołu |
| Hawaii – Loud, Wild And Heavy            | 1984 | członek zespołu |
| Hawaii – The Natives Are Restless        | 1985 | członek zespołu |
| Cacophony – Speed Metal Symphony         | 1987 | członek zespołu |
| Cacophony – Go Off!                      | 1988 | członek zespołu |
| Jason Becker – Perpetual Burn            | 1988 | gościnnie       |
| Megadeth – Rust in Peace                 | 1990 | członek zespołu |
| Megadeth – Countdown to Extinction       | 1992 | członek zespołu |
| Phantom Blue – Built to Perform          | 1993 | gościnnie       |
| Megadeth – Youthanasia                   | 1994 | członek zespołu |
| Megadeth – Hidden Treasures              | 1995 | członek zespołu |
| Megadeth – Cryptic Writings              | 1997 | członek zespołu |
| Animetal – Animetal Marathon II          | 1998 | gościnnie       |
| Megadeth – Risk                          | 1999 | członek zespołu |
| Animetal – Animetal Lady Marathon II     | 2002 | gościnnie       |
| Explorers Club – Raising the Mammoth     | 2002 | gościnnie       |
| Tourniquet – Where Moth and Rust Destroy | 2003 | gościnnie       |
| Spastic Ink – Ink Compatible             | 2004 | gościnnie       |
| Firewind – Forged by Fire                | 2005 | gościnnie       |
| Fozzy – All That Remains                 | 2005 | gościnnie       |
| Masaki Project – Universal Syndicate     | 2006 | gościnnie       |
| Age of Evil – Living a Sick Dream        | 2007 | gościnnie       |
| Metal Clone X – Metal Clone X            | 2012 | członek zespołu |
| Jeff Loomis – Plains of Oblivion         | 2012 | gościnnie       |
| Takayoshi Ōmura – Devils in the Dark     | 2012 | gościnnie       |
| Metal Clone X – Louder Than Your Mother  | 2014 | członek zespołu |

## Filmografia
| Tytuł                      | Rok  | Rola               | Uwagi                                                 | Źródło |
| -------------------------- | ---- | ------------------ | ----------------------------------------------------- | ------ |
| Global Metal               | 2008 | jako on sam        | film dokumentalny, reżyseria: Sam Dunn, Scot McFadyen | [ 42 ] |
| Gou-Gou datte neko de aru  | 2008 | jako Paul Weinberg | film fabularny, reżyseria: Isshin Inudô               | [ 43 ] |
| Jason Becker: Not Dead Yet | 2012 | jako on sam        | film dokumentalny, reżyseria: Jesse Vile              | [ 44 ] |